# وووشاکوویتسه
وووشاکوویتسه (به لاتین: Włoszakowice) یک روستا در لهستان است که در گمینا وووشاکوویتسه واقع شده‌است. وووشاکوویتسه ۲٬۹۶۰ نفر جمعیت دارد.

## خواهرخوانده
شهر کروپلینگ خواهرخواندهٔ وووشاکوویتسه هست.